# Graafschap Steinfurt
Steinfurt was een allodiale heerlijkheid en sinds 1495 rijksgraafschap gelegen in het huidige Münsterland. Het graafschap behoorde tot de Nederrijns-Westfaalse Kreits binnen het Heilige Roomse Rijk en bestond tot 1806.
De burcht Steinfurt wordt vermeld in 1129. De heren van Steinfurt vernoemden zich naar de burcht en ontwikkelden een heerlijkheid rond de burcht.
Na het uitsterven van de familie in 1421 kwam de heerlijkheid in 1451 ten gevolge van het huwelijk van Mathilde van Steinfurt met Everwijn I van Götterswick aan die familie. Omdat Everwijn in 1421 ook het graafschap Bentheim erfde, ontstond er een lange band tussen Bentheim en Steinfurt.
Na het overlijden van Everwijn I in 1454 viel Steinfurt aan diens zoon Arnold, terwijl Bernhard hem in Bentheim opvolgde. De tak in Bentheim stierf in 1528 uit, waarna Bentheim en Steinfurt weer onder één graaf verenigd waren.
Op 26 april 1495 werd Steinfurt om de bedreiging van het prinsbisdom Münster te weerstaan als leen aan het Rijk opgedragen en tot rijksgraafschap verheven. In 1544 werd de (lutherse) reformatie ingevoerd. Door het verdrag van Finstingen in 1569 met het prinsbisdom Münster ging de helft van het graafschap verloren. In 1591 werd het graafschap gereformeerd in plaats van luthers.
Na het overlijden van Arnold III in 1606 verdeelden zijn zoons in 1609 de landen. Willem Hendrik erfde Steinfurt. Na zijn kinderloze dood in 1632 kwam Steinfurt toe aan zijn broer Arnold Joost van Bentheim-Bentheim.
Na zijn overlijden in 1643 stichtten zijn twee zoons Ernst Willem en Philips Koenraad de takken in Bentheim en Steinfurt. In augustus 1668 ging de graaf Ernst Wilhelm van Bentheim, die een morganatisch huwelijk had gesloten met de struise Geertruy van Zelst uit Doetinchem, in het geheim over naar het katholicisme. Dat deed hij om zijn opvolging veilig te stellen van het graafschap dat een protectoraat was van de Republiek der Zeven Verenigde Nederlanden. Von Galen bezette het gebied met inzet van zijn inmiddels goed getrainde leger en met behulp van 60 kartouwen, een soort houwitsers. Iedereen meende dat het doorgestoken kaart was en Von Galen was bijzonder trots op deze bekering. Vier kinderen waren opgevoed in de Republiek. De echtgenote vertrouwde ze toe aan de Staten-Generaal der Nederlanden, waarop Geertruy met haar jongste kind werd ondergebracht bij de burgemeester van Münster. Die situatie beviel de gravin evenmin; volgens Lieuwe van Aitzema ging ze op 15 november 1668 lopend op weg naar haar familie met het kind op de rug.
In 1681 werd de heerlijkheid Gronau afgestaan aan Bentheim-Tecklenburg. In 1693 wisselden de linies Bentheim en Steinfurt van bezit. Ernst verwierf door zijn huwelijk met Isabella Justine van Hoorn in 1694 de heerlijkheid Batenburg. Na langdurige processen werd het gebied in 1716 gereduceerd tot de stad en de parochie Burgsteinfurt. Het Boven-Graafschap met Rüschau en Borghorst kwamen toe aan het prinsbisdom Münster als onderheerlijkheid. Münster deed afstand van verdere aanspraken op het graafschap.
Na het uitsterven van de tak te Bentheim in 1803 kwam Bentheim in principe weer bij Steinfurt, maar omdat dit land in 1753 verpand was aan het keurvorstendom Hannover, leverde dit weinig op.
In de Rijnbondakte van 12 juli 1806 wordt in artikel 24 het graafschap onder de soevereiniteit gesteld van het groothertogdom Berg: de mediatisering. Op 28 april 1811 werd het gebied bij het departement Lippe van het keizerrijk Frankrijk gevoegd en het Congres van Wenen voegde het in 1815 bij het koninkrijk Pruisen.

## Heren en graven van Steinfurt
| regering        | naam                    | geboren    | overleden  | familie      |
| --------------- | ----------------------- | ---------- | ---------- | ------------ |
| ?-circa 1194    | Rudolf II               | ?          | circa 1194 | zoon         |
| circa 1194-1243 | Ludolf II               | ?          | 1243       | zoon         |
| 1243-circa 1265 | Ludolf III              | ?          | 1265       | zoon         |
| 1454-1466       | Arnold I                |            | 16-2-1466  |              |
| 1466-1498       | Everwijn II             | voor 1467  | 1498       | zoon         |
| 1498-1544/53    | Arnold II               | 1498       | 19-8-1553  | zoon         |
| 1544-1562       | Everwijn III            | 1536       | 19-2-1562  | zoon         |
| 1562-1606       | Arnold III              | 2-10-1554  | 11-1-1606  | zoon         |
| 1606-1632       | Willem Hendrik          | 4-2-1584   | 6-10-1632  | zoon         |
| 1632-1643       | Arnold Joost            | 4-4-1580   | 10-2-1643  | broer        |
| 1643-1668       | Philips Koenraad        | 2-7-1627   | 8-5-1668   | zoon         |
| 1668-1693       | Arnold Maurits Willem   | 26-1-1663  | 29-4-1701  | zoon         |
| 1693-1713       | Ernst                   | 18-11-1666 | 10-3-1713  | zoon van oom |
| 1713-1733       | Frederik Belgicus Karel | 24-1-1703  | 7-6-1733   | zoon         |
| 1733-1780       | Paul Ernst Karel        | 30-8-1729  | 30-6-1780  | zoon         |
| 1780-1806       | Lodewijk                | 1-10-1756  | 20-8-1817  | zoon         |